# Club Deportivo Sula
El Club Deportivo Sula es un equipo de fútbol de la Liga Mayor Carlos A. Turnbull perteneciente a la Liga Mayor de Honduras, con sede en la ciudad de La Lima en el departamento de Cortés. Este equipo juega sus partidos de local en el Estadio Milton Flores. Su tradicional rival es el Parrillas One, de la ciudad de Tela (Honduras).

## Historia
El Sula, es el único equipo de La Lima que ha logrado participar en Liga Nacional de Fútbol Profesional de Honduras, fue en los años 80 cuando se convirtió en una de las escuadras más famosos de la época.
Aunque su historial no es muy amplio, los limeños ascendieron a primera en el año 1983 de la mano del técnico Roberto Crisanto Norales, aunque en esa temporada no le fue bien porque al siguiente año, en el 84 descendieron.
Sin embargo, lograron comprar la categoría del equipo Juventud Morazánica y pasaron a llamarse Juventud de Sula.
Su historia en Liga Nacional finalizó en 1990 cuando descendió por completo y poco a poco fue desapareciendo, por varios años estuvieron participando en la Liga Mayor de Honduras pero sin mayor auge.
El logro más destacable que tuvieron fue en 1987 al clasificar a la pentagonal final de esa temporada, logrando el tercer lugar.  Entre los jugadores más famosos destaca el arquero Belarmino Rivera, Dennis Caballero, Mario Bustillo y Fernando Nuila.
El Sula volvió a debutar en segunda el 21 de agosto al enfrentar a Olimpia Occidental  en el estadio Milton Flores de Lima, que es la sede de todos sus encuentros de local.
En 2014 se fusionó con el Nacional de Villanueva (ex Ingenio Villanueva) y a partir del Apertura 2014 se llamará así y será administrado por empresarios colombianos.

Actualmente 2022 siguen su camino a la Liga de Ascenso, El sula sigue aspirando a ascender cuenta con equipo de la Aldea Coowle .

## Uniforme
- Uniforme titular: Camiseta anaranjada, pantalón negro, medias negra.
- Uniforme alternativo: Camiseta blanca, pantalón anaranjas, medias anaranjadas.

## Datos
- El Sula de la Lima, compró la franquicia del Juventud Morazániva en 1986-86 y luego adoptó el nombre de Juventud de Sula.
- En el club había un jugador que le apodaban "Chespirito".

## Tabla en Liga Nacional
| Vueltas Regulares | Vueltas Regulares | Vueltas Regulares | Vueltas Regulares | Vueltas Regulares | Vueltas Regulares | Vueltas Regulares | Vueltas Regulares | Vueltas Regulares | Vueltas Regulares | Vueltas Regulares | Liguillas    | Liguillas    | Liguillas    | Liguillas    | Liguillas    | Liguillas    | Liguillas    | Liguillas    | Liguillas    |
| Temporada         | Pos               | J                 | G                 | E                 | P                 | GF                | GC                | PTS               | +/-               | Ded.              | Pos          | J            | G            | E            | P            | GF           | GC           | PTS          | +/-          |
| ----------------- | ----------------- | ----------------- | ----------------- | ----------------- | ----------------- | ----------------- | ----------------- | ----------------- | ----------------- | ----------------- | ------------ | ------------ | ------------ | ------------ | ------------ | ------------ | ------------ | ------------ | ------------ |
| 1984-85           | 10.º              | 36                | 8                 | 12                | 16                | 27                | 41                | 28                | -14               | -                 | No clasificó | No clasificó | No clasificó | No clasificó | No clasificó | No clasificó | No clasificó | No clasificó | No clasificó |
| 1985-86           | 8.º               | 18                | 4                 | 7                 | 7                 | 10                | 16                | 15                | -6                | -                 | No clasificó | No clasificó | No clasificó | No clasificó | No clasificó | No clasificó | No clasificó | No clasificó | No clasificó |
| 1986-87           | 8.º               | 27                | 6                 | 10                | 11                | 27                | 39                | 22                | -12               | -                 | No clasificó | No clasificó | No clasificó | No clasificó | No clasificó | No clasificó | No clasificó | No clasificó | No clasificó |
| 1987-88           | 5.º               | 27                | 6                 | 16                | 5                 | 22                | 18                | 28                | +4                | -                 | 3.º          | 8            | 2            | 4            | 2            | 2            | 2            | 8            | 0            |
| 1988-89           | 7.º               | 27                | 7                 | 9                 | 11                | 28                | 34                | 23                | -6                | -                 | No clasificó | No clasificó | No clasificó | No clasificó | No clasificó | No clasificó | No clasificó | No clasificó | No clasificó |
| 1989-90           | 8.º               | 27                | 4                 | 13                | 10                | 11                | 18                | 21                | -7                | -                 | 8.º          | 2            | 1            | 1            | 0            | 2            | 1            | 3            | +1           |
| 1990-91           | 10.º              | 27                | 5                 | 8                 | 14                | 18                | 33                | 18                | -15               | -                 | No clasificó | No clasificó | No clasificó | No clasificó | No clasificó | No clasificó | No clasificó | No clasificó | No clasificó |

## Palmarés

### Torneos nacionales
- Liga de Ascenso de Honduras (1): 1983
- Liga FNDEH (1): 1952